# Hemioplisis icarinaria
Hemioplisis icarinaria là một loài bướm đêm trong họ Geometridae.